# Eriochloa succincta
Eriochloa succincta är en gräsart som först beskrevs av Carl Bernhard von Trinius, och fick sitt nu gällande namn av Carl Sigismund Kunth. Eriochloa succincta ingår i släktet Eriochloa och familjen gräs. Inga underarter finns listade i Catalogue of Life.